# Хеспирија (Мичиген)
Хеспирија (енгл. Hesperia) град је у америчкој савезној држави Мичиген.

## Демографија
По попису из 2010. године број становника је 954, што је 0 (0,0%) становника више него 2000. године.
| Група             | 2000.       | 2010.       |
| Белци             | 900 (94,3%) | 844 (88,5%) |
| Афроамериканци    | 4 (0,4%)    | 0 (0,0%)    |
| Азијати           | 10 (1,0%)   | 1 (0,1%)    |
| Хиспаноамериканци | 9 (0,9%)    | 77 (8,1%)   |
| Укупно            | 954         | 954         |